# Rozwód po francusku
Rozwód po francusku (ang. Le divorce) – amerykańsko-francuska komedia romantyczna z 2003 roku w reżyserii Jamesa Ivory'ego, zrealizowana na podstawie powieści Diane Johnson.

## Obsada
- Kate Hudson jako Isabel Walker
- Naomi Watts jako Roxeanne de Persand
- Bebe Neuwirth jako Handlarz dziełami sztuki
- Thierry Lhermitte jako Edgar Cosset
- Leslie Caron jako Suzanne de Persand
- Melvil Poupaud jako Charles-Henri de Persand
- Sam Waterston jako Ojciec
- Matthew Modine jako Tellman
- Stephen Fry jako Znawca sztuki
- Stockard Channing jako Matka